# Fußball-Club Würzburger Kickers 2016-2017
Questa voce raccoglie le informazioni riguardanti il Fußball-Club Würzburger Kickers nelle competizioni ufficiali della stagione calcistica 2016-2017.

## Stagione
Nella stagione 2016-2017 il Würzburg, allenato da Kenan Kocak, concluse il campionato di 2. Bundesliga al 17º posto e retrocesse in Regionalliga. In coppa di Germania il Würzburg fu eliminato al secondo turno dal Monaco 1860.

## Rosa
| N. |                       | Ruolo | Calciatore            |
| -- | --------------------- | ----- | --------------------- |
| 1  | Germania (bandiera)   | P     | Dominik Brunnhübner   |
| 31 | Austria (bandiera)    | P     | Jörg Siebenhandl      |
| 28 | Germania (bandiera)   | P     | Robert Wulnikowski    |
| 12 | Costa Rica (bandiera) | D     | Júnior Díaz           |
| 16 | Germania (bandiera)   | D     | Peter Kurzweg         |
| 29 | Germania (bandiera)   | D     | Sebastian Neumann     |
| 25 | Germania (bandiera)   | D     | David Pisot           |
| 5  | Germania (bandiera)   | D     | Clemens Schoppenhauer |
| 15 | Germania (bandiera)   | D     | Franko Uzelac         |
| 4  | Germania (bandiera)   | C     | Rico Benatelli        |
| 17 | Germania (bandiera)   | C     | Sebastian Ernst       |
| 13 | Germania (bandiera)   | C     | Lukas Fröde           |
| 14 | Grecia (bandiera)     | C     | Ioannis Karsanidis    |

| N. |                     | Ruolo | Calciatore            |
| -- | ------------------- | ----- | --------------------- |
| 6  | Grecia (bandiera)   | C     | Anastasios Lagos      |
| 20 | Ungheria (bandiera) | C     | Dániel Nagy           |
| 24 | Albania (bandiera)  | C     | Valdet Rama           |
| 2  | Germania (bandiera) | C     | Dennis Schmitt        |
| 21 | Germania (bandiera) | C     | Tobias Schröck        |
| 9  | Iran (bandiera)     | C     | Amir Shapourzadeh     |
| 8  | Germania (bandiera) | C     | Emanuel Taffertshofer |
| 10 | Germania (bandiera) | A     | Nejmeddin Daghfous    |
| 27 | Germania (bandiera) | A     | Marco Königs          |
| 7  | Germania (bandiera) | A     | Felix Müller          |
| 33 | Italia (bandiera)   | A     | Elia Soriano          |
| 23 | Germania (bandiera) | A     | Patrick Weihrauch     |

## Organigramma societario
Area tecnica
- Allenatore: Bernd Hollerbach
- Allenatore in seconda: Lamine Cissé, Peter Endres
- Preparatore dei portieri: Frank Gollwitzer
- Preparatori atletici:

## Risultati

### 2. Bundesliga

#### Girone di andata
| Arbitro: | Stegemann |

|                       |           |             |
| Khelifi 43’ Biada 54’ | Marcatori | 61’ Soriano |

| Arbitro: | Gräfe |

|                 |           |          |
| Weil 45’ (rig.) | Marcatori | 20’ Gaus |

| Arbitro: | Welz |

|                 |           |                             |
| Schnatterer 60’ | Marcatori | 17’ Weihrauch 89’ Benatelli |

| Arbitro: | Sather |

|                           |           |  |
| Soriano 62’ Benatelli 90’ | Marcatori |  |

| Arbitro: | Thomsen |

|  |           |                            |
|  | Marcatori | 10’, 79’ Pisot 84’ Schröck |

| Arbitro: | Jöllenbeck |

|  |           |            |
|  | Marcatori | 84’ Quaner |

| Arbitro: | Ittrich |

|                       |           |                        |
| Hartmann 2’ Gogia 58’ | Marcatori | 50’ Müller 72’ Schröck |

| Arbitro: | Petersen |

|                               |           |  |
| Soriano 27’ (rig.) Müller 82’ | Marcatori |  |

| Arbitro: | Alt |

|  |           |              |
|  | Marcatori | 82’ Daghfous |

| Arbitro: | Kempter |

|  |           |                           |
|  | Marcatori | 16’ Stoppelkamp 67’ Kempe |

| Arbitro: | Thomsen |

|                                  |           |             |
| Harnik 59’ (rig.), 90’ Klaus 67’ | Marcatori | 24’ Soriano |

| Arbitro: | Winkmann |

|                      |           |  |
| Hedenstad 84’ (aut.) | Marcatori |  |

| Arbitro: | Gerach |

|                             |           |                              |
| Burgstaller 45’ Hovland 89’ | Marcatori | 54’ Soriano 56’ (rig.) Pisot |

| Arbitro: | Jöllenbeck |

|                  |           |           |
| Sušac 23’ (aut.) | Marcatori | 43’ Köpke |

| Würzburg 4 dicembre 2016, ore 13:30 CET 15ª giornata | Kickers Würzburg | 0 – 0 referto | Fortuna Düsseldorf | flyeralarm Arena (10 207 spett.)\| Arbitro: \| Heft \| |
| Arbitro:                                             | Heft             |               |                    |                                                        |

| Sandhausen 11 dicembre 2016, ore 13:30 CET 16ª giornata | Sandhausen | 0 – 0 referto | Kickers Würzburg | Hardtwaldstadion (4 737 spett.)\| Arbitro: \| Alt \| |
| Arbitro:                                                | Alt        |               |                  |                                                      |

| Arbitro: | Koslowski |

|                                              |           |  |
| Benatelli 27’ Schoppenhauer 40’ Daghfous 80’ | Marcatori |  |

#### Girone di ritorno
| Arbitro: | Schlager |

|          |           |           |
| Rama 33’ | Marcatori | 90’ Nyman |

| Arbitro: | Storks |

|             |           |  |
| Glatzel 81’ | Marcatori |  |

| Arbitro: | Kempkes |

|  |           |                              |
|  | Marcatori | 80’ Beermann 83’ Kleindienst |

| Arbitro: | Kempter |

|                        |           |                     |
| Weilandt 84’ Wydra 87’ | Marcatori | 26’ (aut.) Hoogland |

| Arbitro: | Heft |

|             |           |                 |
| Schröck 47’ | Marcatori | 52’ (aut.) Díaz |

| Arbitro: | Kampka |

|                         |           |  |
| Polter 21’ Kreilach 82’ | Marcatori |  |

| Arbitro: | Thomsen |

|  |           |                        |
|  | Marcatori | 47’ Aosman 77’ Kreuzer |

| Arbitro: | Aarnink |

|                          |           |             |
| Ba 67’ Liendl 78’ (rig.) | Marcatori | 90’ Kurzweg |

| Arbitro: | Kempkes |

|               |           |                 |
| Benatelli 17’ | Marcatori | 90’ (aut.) Díaz |

| Arbitro: | Koslowski |

|             |           |               |
| Meffert 39’ | Marcatori | 51’ Benatelli |

| Würzburg 7 aprile 2017, ore 18:30 CEST 28ª giornata | Kickers Würzburg | 0 – 0 referto | Hannover 96 | flyeralarm Arena (12 450 spett.)\| Arbitro: \| Sather \| |
| Arbitro:                                            | Sather           |               |             |                                                          |

| Arbitro: | Jablonski |

|               |           |  |
| Buchtmann 87’ | Marcatori |  |

| Arbitro: | Jöllenbeck |

|          |           |              |
| Rama 10’ | Marcatori | 80’ Teuchert |

| Arbitro: | Rohde |

|                                       |           |               |
| Kalig 3’ Nazarov 10’ (rig.) Köpke 18’ | Marcatori | 60’ Weihrauch |

| Arbitro: | Siewer |

|               |           |           |
| Schauerte 90’ | Marcatori | 85’ Fröde |

| Arbitro: | Gräfe |

|  |           |              |
|  | Marcatori | 20’ Vollmann |

| Arbitro: | Ittrich |

|                                             |           |             |
| Zimmermann 32’ Terodde 59’, 80’ Ginczek 89’ | Marcatori | 78’ Schröck |

### Coppa di Germania
| Arbitro: | Drees |

|              |           |  |
| Soriano 103’ | Marcatori |  |

| Arbitro: | Schmidt |

|                                       |                      |                                           |
| Rama Soriano Benatelli Pisot Daghfous | Tiri di rigore 3 – 4 | Ayçiçek Uduokhai Wittek Stojković Mölders |

## Statistiche

### Statistiche di squadra
| Competizione      | Punti | In casa | In casa | In casa | In casa | In casa | In casa | In trasferta | In trasferta | In trasferta | In trasferta | In trasferta | In trasferta | Totale | Totale | Totale | Totale | Totale | Totale | DR |
| Competizione      | Punti | G       | V       | N       | P       | Gf      | Gs      | G            | V            | N            | P            | Gf           | Gs           | G      | V      | N      | P      | Gf     | Gs     | DR |
| ----------------- | ----- | ------- | ------- | ------- | ------- | ------- | ------- | ------------ | ------------ | ------------ | ------------ | ------------ | ------------ | ------ | ------ | ------ | ------ | ------ | ------ | -- |
| 2. Bundesliga     | 34    | 17      | 4       | 8       | 5       | 14      | 14      | 17           | 3            | 5            | 9            | 18           | 27           | 34     | 7      | 13     | 14     | 32     | 41     | -9 |
| Coppa di Germania | -     | 2       | 1       | 1       | 0       | 1       | 0       | 0            | 0            | 0            | 0            | 0            | 0            | 2      | 1      | 1      | 0      | 1      | 0      | +1 |
| Totale            | -     | 19      | 5       | 9       | 5       | 15      | 14      | 17           | 3            | 5            | 9            | 18           | 27           | 36     | 8      | 14     | 14     | 33     | 41     | -8 |

### Andamento in campionato
| Giornata  | 1  | 2  | 3 | 4 | 5 | 6 | 7 | 8 | 9 | 10 | 11 | 12 | 13 | 14 | 15 | 16 | 17 | 18 | 19 | 20 | 21 | 22 | 23 | 24 | 25 | 26 | 27 | 28 | 29 | 30 | 31 | 32 | 33 | 34 |
| --------- | -- | -- | - | - | - | - | - | - | - | -- | -- | -- | -- | -- | -- | -- | -- | -- | -- | -- | -- | -- | -- | -- | -- | -- | -- | -- | -- | -- | -- | -- | -- | -- |
| Luogo     | T  | C  | T | C | T | C | T | C | T | C  | T  | C  | T  | C  | C  | T  | C  | C  | T  | C  | T  | C  | T  | C  | T  | C  | T  | C  | T  | C  | T  | T  | C  | T  |
| Risultato | P  | N  | V | V | V | P | N | V | V | P  | P  | V  | N  | N  | N  | N  | V  | N  | P  | P  | P  | N  | P  | P  | P  | N  | N  | N  | P  | N  | P  | N  | P  | P  |
| Posizione | 13 | 14 | 8 | 4 | 2 | 6 | 6 | 5 | 4 | 6  | 7  | 6  | 8  | 8  | 8  | 8  | 6  | 7  | 8  | 9  | 9  | 8  | 10 | 12 | 12 | 13 | 13 | 12 | 13 | 14 | 15 | 16 | 17 | 17 |

Legenda:

Luogo: C = Casa; T = Trasferta. Risultato: V = Vittoria; N = Pareggio; P = Sconfitta.

### Statistiche dei giocatori
| Giocatore        | 2. Bundesliga | 2. Bundesliga | 2. Bundesliga | 2. Bundesliga | Coppa di Germania | Coppa di Germania | Coppa di Germania | Coppa di Germania | Totale   | Totale | Totale      | Totale     |
| Giocatore        | Presenze      | Reti          | Ammonizioni   | Espulsioni    | Presenze          | Reti              | Ammonizioni       | Espulsioni        | Presenze | Reti   | Ammonizioni | Espulsioni |
| ---------------- | ------------- | ------------- | ------------- | ------------- | ----------------- | ----------------- | ----------------- | ----------------- | -------- | ------ | ----------- | ---------- |
| D. Brunnhübner   | -             | -             | -             | -             | -                 | -                 | -                 | -                 | -        | -      | -           | -          |
| J. Siebenhandl   | 10            | 0             | 1             | 0             | 2                 | 0                 | 0                 | 0                 | 12       | 0      | 1           | 0          |
| R. Wulnikowski   | 25            | 0             | 1             | 0             | -                 | -                 | -                 | -                 | 25       | 0      | 1           | 0          |
| J. Díaz          | 24            | 0             | 6             | 0             | 1                 | 0                 | 1                 | 0                 | 25       | 0      | 7           | 0          |
| P. Kurzweg       | 25            | 1             | 10            | 0             | 2                 | 0                 | 0                 | 0                 | 27       | 1      | 10          | 0          |
| S. Neumann       | 31            | 0             | 6             | 0             | 2                 | 0                 | 1                 | 0                 | 33       | 0      | 7           | 0          |
| D. Pisot         | 31            | 3             | 5             | 0             | 2                 | 0                 | 0                 | 0                 | 33       | 3      | 5           | 0          |
| C. Schoppenhauer | 31            | 1             | 8             | 0             | 2                 | 0                 | 1                 | 0                 | 33       | 1      | 9           | 0          |
| F. Uzelac        | 1             | 0             | 0             | 0             | -                 | -                 | -                 | -                 | 1        | 0      | 0           | 0          |
| R. Benatelli     | 29            | 5             | 1             | 1             | 2                 | 0                 | 0                 | 0                 | 31       | 5      | 1           | 1          |
| S. Ernst         | 8             | 0             | 0             | 0             | -                 | -                 | -                 | -                 | 8        | 0      | 0           | 0          |
| L. Fröde         | 13            | 1             | 5             | 0             | -                 | -                 | -                 | -                 | 13       | 1      | 5           | 0          |
| I. Karsanidis    | 5             | 0             | 0             | 0             | -                 | -                 | -                 | -                 | 5        | 0      | 0           | 0          |
| T. Lagos         | 5             | 0             | 0             | 0             | -                 | -                 | -                 | -                 | 5        | 0      | 0           | 0          |
| D. Nagy          | 13            | 0             | 4             | 0             | -                 | -                 | -                 | -                 | 13       | 0      | 4           | 0          |
| V. Rama          | 28            | 2             | 2             | 0             | 1                 | 0                 | 0                 | 0                 | 29       | 2      | 2           | 0          |
| D. Schmitt       | 1             | 0             | 0             | 0             | -                 | -                 | -                 | -                 | 1        | 0      | 0           | 0          |
| T. Schröck       | 29            | 4             | 8             | 0             | 2                 | 0                 | 0                 | 0                 | 31       | 4      | 8           | 0          |
| A. Shapourzadeh  | 1             | 0             | 0             | 0             | -                 | -                 | -                 | -                 | 1        | 0      | 0           | 0          |
| E. Taffertshofer | 25            | 0             | 5             | 1             | 1                 | 0                 | 1                 | 0                 | 26       | 0      | 6           | 1          |
| N. Daghfous      | 29            | 2             | 4             | 0             | 2                 | 0                 | 0                 | 0                 | 31       | 2      | 4           | 0          |
| M. Königs        | 28            | 0             | 1             | 0             | 2                 | 0                 | 0                 | 0                 | 30       | 0      | 1           | 0          |
| F. Müller        | 13            | 2             | 2             | 0             | 1                 | 0                 | 0                 | 0                 | 14       | 2      | 2           | 0          |
| E. Soriano       | 33            | 5             | 5             | 0             | 2                 | 1                 | 0                 | 0                 | 35       | 6      | 5           | 0          |
| P. Weihrauch     | 20            | 2             | 2             | 0             | 2                 | 0                 | 0                 | 0                 | 22       | 2      | 2           | 0          |
| S. Traut         | 6             | 0             | 2             | 0             | -                 | -                 | -                 | -                 | 6        | 0      | 2           | 0          |
| R. Weil          | 7             | 1             | 1             | 0             | 1                 | 0                 | 0                 | 0                 | 8        | 1      | 1           | 0          |
| R. Fennell       | 1             | 0             | 0             | 0             |                   |                   |                   |                   |          |        |             |            |